# Théodore-Joseph-Louis Pillot
Pour les articles homonymes, voir Pillot.
Théodore-Joseph-Louis Pillot (21 novembre 1754, Avesnes - 18 juin 1815, Avesnes), est un magistrat et homme politique français.

## Biographie
Fils de Louis-François-Joseph Pillot, échevin, conseiller du roi et lieutenant particulier au bailliage royal d'Avesnes, et de Marie-Thérèse-Théodore Jammar, il fut, avant 1789, subdélégué de l'intendance du Hainaut, membre et commissaire des états de la ville d'Avesnes, administrateur de la pairie de l'office et lieutenant-général au bailliage d'Avesnes. Il devint, à la Révolution, major de la garde nationale, administrateur du district, président de l'administration municipale, puis président de canton et président du conseil d'arrondissement. Il appartint ensuite à la magistrature, et il occupait le poste de procureur impérial près le tribunal civil d'Avesnes, lorsqu'il fut élu le 12 mai 1815 représentant de l'arrondissement d'Avesnes à la Chambre des Cent-Jours.

## Sources
- « Théodore-Joseph-Louis Pillot », dans Adolphe Robert et Gaston Cougny, Dictionnaire des parlementaires français, Edgar Bourloton, 1889-1891 [détail de l’édition]